# パワーモール前橋みなみ

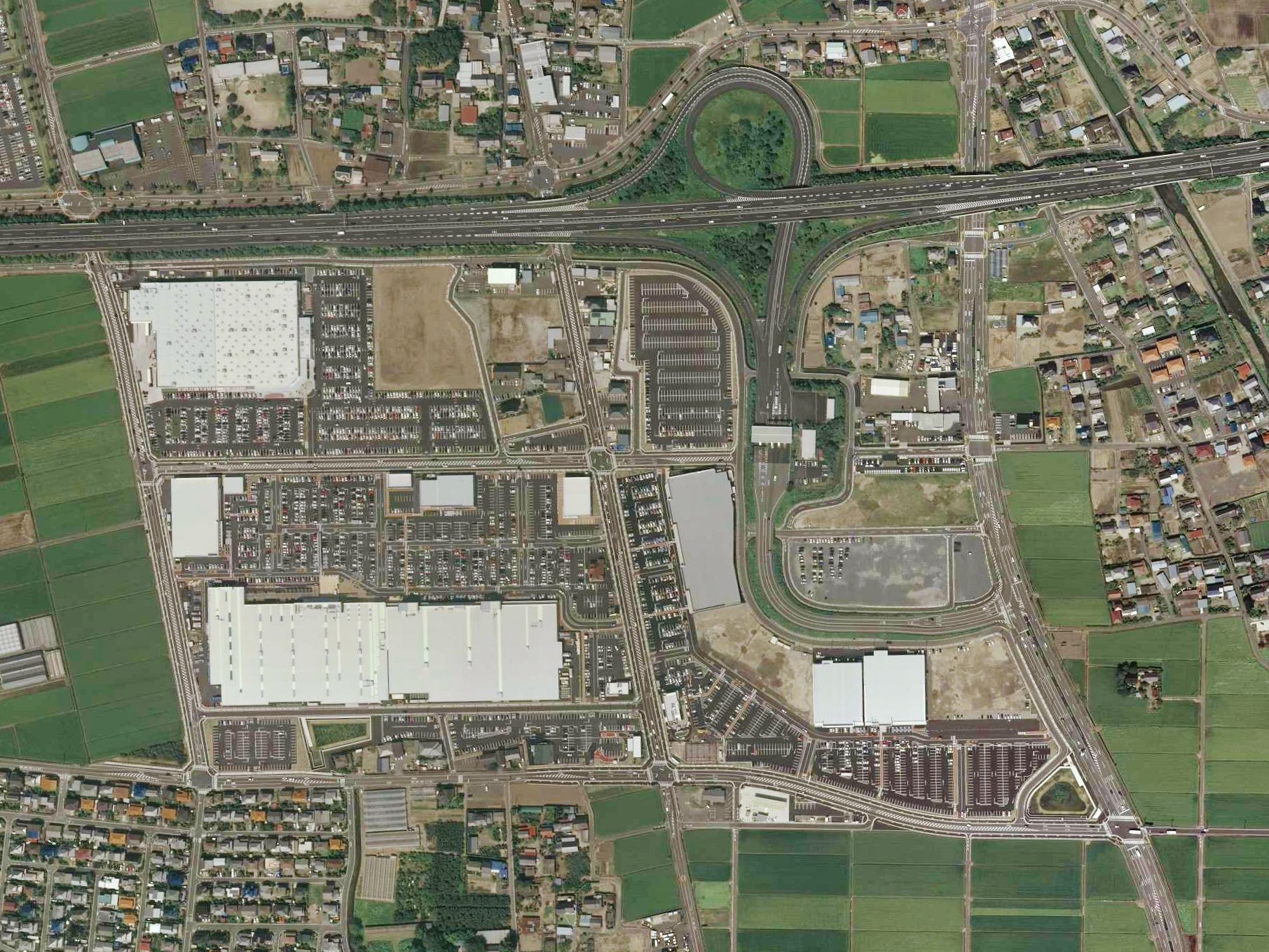
パワーモール前橋みなみ
（2011年撮影）

パワーモール前橋みなみ（パワーモールまえばしみなみ）は、群馬県前橋市に所在するベイシアグループのショッピングモールである。2010年（平成22年）12月に開業した。

## 概要
敷地面積の半分以上を複数業種の核店舗が占め、その他のスペースに専門店が出店する、いわゆる「パワーセンター」と呼ばれるショッピングモールである。当初カルフール→イオンモールの建設予定地だった場所に立地している。
- 所在地 - 〒379-2143　群馬県前橋市新堀町18
- 駐車場 - 4,200台

## 主要テナント
- コストコ 前橋倉庫店
- カインズホーム 前橋みなみモール店
- ベイシア スーパーセンター前橋みなみモール店
- ベイシア電器 前橋みなみモール店
- オートアールズ 前橋みなみモール店
- PC DEPOT 前橋南インター店
- 蔦屋書店 前橋みなみモール店
- ABC-MART 前橋みなみモール店
- Gap Outlet パワーモール前橋南店
- 東京インテリア家具 前橋南本店（2012年8月30日開業）[1]
- AOKI 前橋みなみモール店（2012年11月30日開業）[2]
- GU パワーモール前橋みなみモール店（2013年3月22日開業）[3]
- JINSパワーモール前橋みなみ店（2013年4月19日開業）[4]
- スーパースポーツゼビオ 前橋みなみモール店（2023年開業）
- ユニクロ 前橋南インター店（2023年開業）[5][6]
- イケア前橋（2024年開業）[6][7]

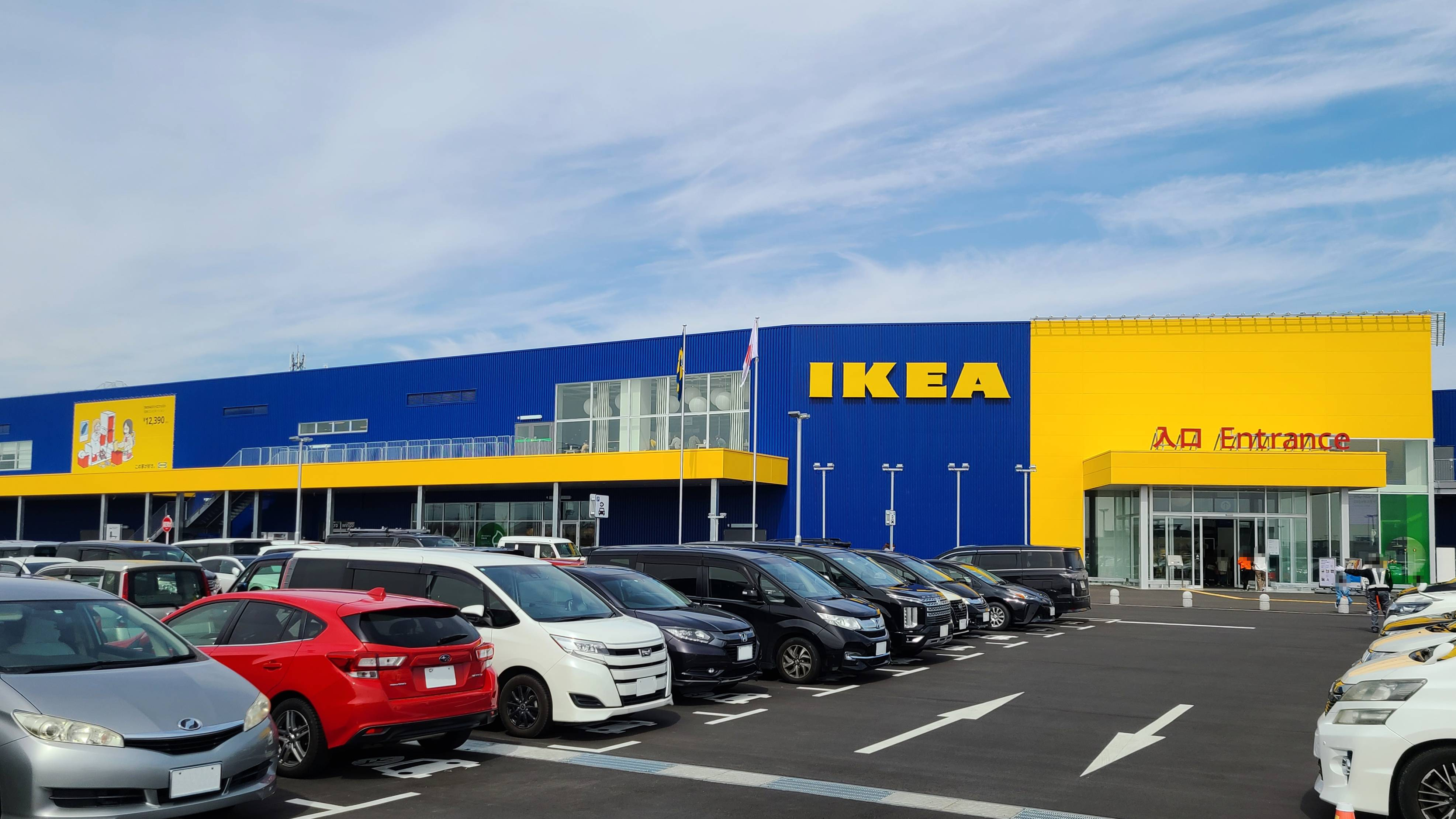
イケア前橋

## 交通アクセス

### バス
- 東日本旅客鉄道（JR東日本）前橋駅北口より永井運輸玉村新町線 「下川団地（中央通り）」または「新堀町」下車、徒歩数分。
- 高崎駅東口より群馬バス亀里JAビル行き 「中央通り」下車、徒歩数分。

### 自家用車
- 北関東自動車道 前橋南ICに隣接。

## 周辺の商業施設
- ガーデン前橋
- けやきウォーク前橋
- スーパーモールいせさき